# Weißdorn-Segelflossendoktor
Der Weißdorn-Segelflossendoktor (Zebrasoma scopas) ist eine Art aus der Familie der Doktorfische.
Der Weißdorn-Segelflossendoktor lebt an den Lagunen und Korallenriffen im Indopazifik von der Küste Ostafrikas  bis Japan.
Wie bei allen Doktorfischarten ist auch beim Weißdorn-Segelflossendoktor der Körper seitlich abgeflacht. Er hat außerdem eine hohe Rücken- und Afterflosse, die im Imponiergehabe aufgestellt werden können. Der Körper ist bräunlich mit einer feinen Netzzeichnung gefärbt und erreicht eine Länge von bis zu 17 cm. Auf der Schwanzwurzel befinden sich die für Doktorfische typischen Skalpelle. Es gibt auch eine gelbe Farbform, die seinem nahen Verwandten, dem Gelber Segelflossendoktor (Z. flavescens) zum Verwechseln ähnlich sieht.
Der tagaktive Fisch frisst vor allem Algenaufwuchs. Ausgewachsene Fische bilden lose Trupps, die man beim Fressen in Lagunen und in Außenriffen beobachten kann.

## Aquarienhaltung
Doktorfische sind generell sehr heikle Pfleglinge in Aquarien. Der Weißdorn-Segelflossendoktor gilt jedoch in dieser Familie als eine der einfachsten Pfleglinge, die im Aquarium eine hohe Überlebensdauer haben. Er ist wegen seiner schlichten Farbe jedoch nicht so beliebt wie seine Verwandten. Alle im Handel angebotenen Fische sind Wildfänge, da die Zucht nicht möglich ist.